# Anders Huusko
Anders Huusko, Anders Olavi Huusko, född 24 augusti 1971, är en svensk före detta ishockeyspelare. 
Huusko fick sin ishockeyfostran i Märstaföreningen RA 73 tillsammans med sin tvillingbroder Erik. I Elitserien representerade Huusko Djurgårdens IF 1991-1996 och gick sedan över till HV71, där han fick sitt stora genombrott. Efter två säsonger i Tyskland (99/00 och 00/01) återvände Huusko till Sverige för spel i HV71 där han presterade väl. Huusko blev en stor publikfavorit i Kinnarps Arena och hade stor del i det SM-guld HV71 vann 2004 efter finalseger över Färjestad. Huusko spelade vid ett flertal tillfällen även i Tre Kronor med VM-guld 1998 som främsta framgång. 
Inför säsongen 2005/2006 tvingades Huusko avsluta sin karriär på grund av knäskada. 
Idag är Huusko verksam som expertkommentator i SVT.
Anders Huusko bor nu med sin sambo i Gottröra utanför Rimbo.